# Lanarkshire
Il Lanarkshire (Siorrachd Lannraig in lingua gaelica scozzese) è una contea tradizionale situata nella parte meridionale della Scozia. È anche conosciuta con il nome di Contea di Lanark (County of Lanark).
Confina nella parte settentrionale con lo Stirlingshire e con una piccola frazione del Dunbartonshire, a nordest con Stirlingshire, Lothian Occidentale e Midlothian, a est con Peeblesshire, a sudest e a sud con Dumfriesshire, a sudovest con Dumfriesshire e Ayrshire, e a ovest con Ayrshire, Renfrewshire e Dunbartonshire.
Il Lanarkshire è la contea più popolata della Scozia in quanto comprende buona parte di Glasgow e sua conurbazione. L’area di luogotenenza non comprende invece la città che si gestisce da sè.